# Moszcz

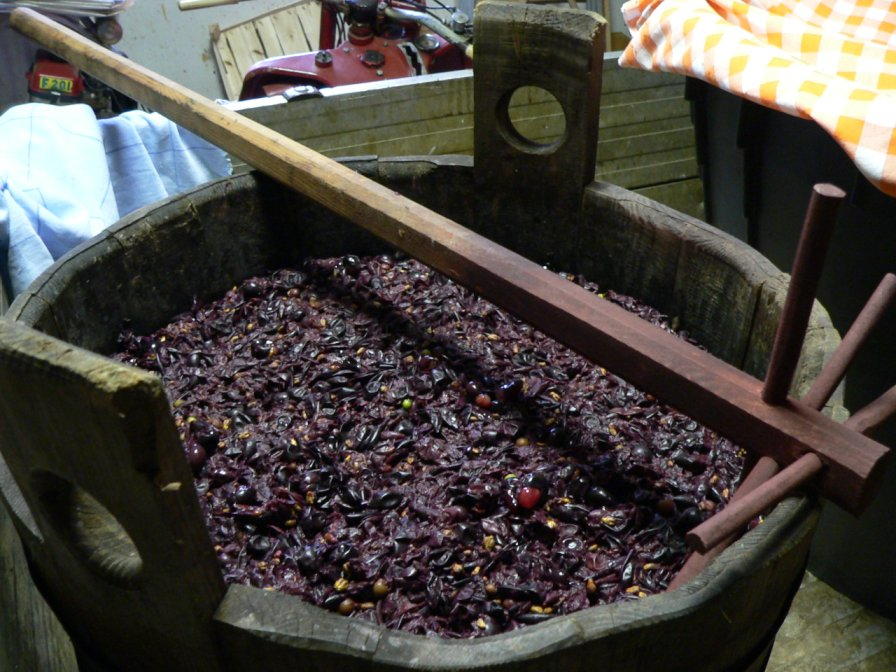
Winogrona służące do produkcji moszczu

Moszcz (niem. Most, od łac. mustum) – świeżo wyciśnięty sok owocowy lub warzywny wykorzystywany jako półprodukt (główny lub dodatkowy) w procesie wyrobu napoju docelowego: soku, napoju, wina itp.. Pozostałość po wytłoczeniu nazywa się wytłokami.